# Moulins-Saint-Hubert
Moulins-Saint-Hubert is een gemeente in het Franse departement Meuse (regio Grand Est) en telt 164 inwoners (2004). De plaats maakt deel uit van het arrondissement Verdun.

## Geografie
De oppervlakte van Moulins-Saint-Hubert bedraagt 8,2 km², de bevolkingsdichtheid is 20,0 inwoners per km².
De onderstaande kaart toont de ligging van Moulins-Saint-Hubert met de belangrijkste infrastructuur en aangrenzende gemeenten.

## Demografie
Onderstaande figuur toont het verloop van het inwonertal (bron: INSEE-tellingen).